# Municipio de Ixcatepec
El municipio de Ixcatepec se encuentra ubicado en la zona norte del estado de Veracruz en la región llamada " la Huasteca Baja",  es uno de los 212 municipios de la entidad. Está ubicado en las coordenadas 21°14” latitud norte y 98°00” longitud oeste, y cuenta con una altura de 200 m s. n. m.. Su cabecera es la localidad de Ixcatepec.
El municipio lo conforman 56 localidades en las cuales habitan 13,591 personas, es un municipio categorizado como Rural.
Sus límites son:
Norte: Chontla.
Sur:  Chicontepec y   Tepetzintla
Este: Chontla.
Oeste: Tantoyuca
Ixcatepec  tiene un clima principalmente cálido y seco en extremo con periodos largos de sequías.
El municipio de Ixcatepec celebra su tradicional, carnaval en el mes de febrero, en los días 5 al 16 y también tiene sus celebraciones a la Virgen de la Asunción en el mes de agosto.